# Passo di Lenzerheide
Il passo di Lenzerheide è un passo di montagna tra la valle del Reno presso Coira e la valle dell'Albula presso Tiefencastel, Canton Grigioni in Svizzera. Scollina a un'altitudine di 1 549 m s.l.m. a circa cinque chilometri a nord nella località di Lenzerheide, tra Valbella e Parpan.
Dal punto di vista orografico si trova nelle Alpi del Plessur (nelle Alpi Retiche occidentali).